# Phelsuma borai
Phelsuma borai is een hagedis die behoort tot de gekko's. Het is een van de soorten madagaskardaggekko's uit het geslacht Phelsuma.

## Naam en indeling
De wetenschappelijke naam van de soort werd voor het eerst voorgesteld door Frank Glaw, Jörn Köhler en Miguel Vences in 2009. De soortaanduiding borai is een eerbetoon aan Parfait Bora, die door de auteurs van de soort werd omschreven als van onschatbare waarde voor hun onderzoek.

## Uiterlijke kenmerken
Phelsuma borai bereikt een kopromplengte tot 4,3 centimeter en een totale lichaamslengte inclusief staart tot 8,8 cm. De hagedis heeft een grijze kleur en heeft een duidelijke lichaamstekening maar geen strepen. Het aantal schubbenrijen op het midden van het lichaam bedraagt altijd 96.

## Verspreiding en habitat
De soort komt voor in delen van Afrika en leeft endemisch in westelijk Madagaskar. De habitat bestaat uit droge tropische en subtropische bossen. De soort is aangetroffen tot op een hoogte van 177 meter boven zeeniveau.

## Beschermingsstatus
Door de internationale natuurbeschermingsorganisatie IUCN is de beschermingsstatus 'onzeker' toegewezen (Data Deficient of DD).